# Service central de la sécurité des systèmes d'information
Le service central de la sécurité des systèmes d’information (SCSSI) est un ancien service du Premier ministre, qui faisait partie du secrétariat général de la Défense nationale (SGDN). Il a été créé en 1986 en remplacement du service central du chiffre et de la sécurité des télécommunications et a été remplacé en 2001 par la direction centrale de la sécurité des systèmes d'information (DCSSI),  elle-même remplacée par l'Agence nationale de la sécurité des systèmes d'nformation (ANSSI).
Le premier directeur du SCSSI était Pierre Mary, ingénieur général de l'armement, qui éditait le Serveur thématique sécurité des systèmes d'information.